# Sofapaka FC
Sofapaka Football Club w skrócie Sofapaka FC – kenijski klub piłkarski grający w kenijskiej pierwszej lidze, mający siedzibę w mieście Nairobi.

## Sukcesy
- Premier League[1]:
  - mistrzostwo (1): 2009.

- Puchar Kenii[2]:
  - zwycięstwo (2): 2007, 2010.
  - finał (3): 2011, 2012, 2018.

## Występy w afrykańskich pucharach
| Sezon | Rozgrywki           | Runda   | Kraj                          | Klub                   | Dom | Wyjazd | Dwumecz      |
| ----- | ------------------- | ------- | ----------------------------- | ---------------------- | --- | ------ | ------------ |
| 2010  | Liga Mistrzów       | wstępna | Egipt                         | Ismaily SC             | 0–0 | 0–2    | 0–2          |
| 2011  | Puchar Konfederacji | wstępna | Angola                        | Atlético Sport Aviação | 0–0 | 0–0    | 0–0 (k. 5–4) |
| 2011  | Puchar Konfederacji | 1       | Egipt                         | Ismaily SC             | 4–0 | 0–2    | 4–2          |
| 2011  | Puchar Konfederacji | 2       | Demokratyczna Republika Konga | FC Saint Eloi Lupopo   | 1–0 | 1–2    | 2–2          |
| 2011  | Puchar Konfederacji | 3       | Tunezja                       | Club Africain          | 3–1 | 0–3    | 3–4          |
| 2015  | Puchar Konfederacji | wstępna | Zimbabwe                      | FC Platinum            | 1–2 | 1–2    | 2–4          |

## Stadion
Domowe mecze klub rozgrywa na stadionie o nazwie Nyayo National Stadium w Nairobi, który może pomieścić 8200 widzów.

## Reprezentanci kraju grający w klubie od 2010 roku
Stan na maj 2023.
| - Noah Abich - Titus Achesa - Enoch Agwanda - Abdi Simba Alwy - Eugene Asike - Kepha Aswani - John Avire - John Barasa - Hillary Echesa - Abdallah Juma - Lawrence Juma - Yusuf Juma - Danson Kago - Wycliffe Kasaya - Mike Kibwage - Anthony Kimani - Kevin Kimani - Ibrahim Kitawi - Evans Maliach - Bernard Mangoli - Humphrey Mieno - Clifton Miheso - Osborne Monday - Bob Mugaila - Titus Mulama - Pistone Mutamba - Nicholas Muyoti - John Njoroge Mwangi - Joseph Nyaga - Wilson Obungu - Duncan Ochieng - Edgar Ochieng - Kevin Ochieng - Dennis Odhiambo - Moses Odhiambo - Fred Ojwang - Roy Okal - David Okello - Collins Okoth - Charles Okwemba - Abdulatif Omar - Kevin Omondi | - John Onami - Wesley Onguso - Zachariah Onyango - Morven Otinya - Francis Ouma - George Owino - Andrew Oyombe - Collins Shivachi - James Situma - Collins Tiego - Evans Wandera - Allan Wanga - Thomas Wanyama - Stephen Waruru - Fiston Abdul Razak - Célestin Habonimana - Oumar Moussa - Fuadi Ndayisenga - Justin Ndikumana - David Nshimirimana - Steve Nzigamasabo - Aphrodis Hategekimana - Soter Kayumba - Justin Mico - Evariste Mutuyimana - Abdulhalim Homoud Mohammed - Idrisa Rajabu - Abdoul Mubarak Aïgba - Nafiou Yorou - Johnson Bagoole - Shafik Batambuze - Steven Bengo - Moses Feni - Umar Kasumba - Mathias Kigonya - Musa Mudde - Simon Okwi - Joseph Owino - Hakim Senkumba - Herman Wasswa - Ismail Watenga - Obadiah Tarumbwa |